# روهد اند شوارتز
روهد اند شوارتز (انگلیسی: Rohde & Schwarz) شرکت الکترونیک آلمانی است، که در سال ۱۹۳۲ تأسیس شد.